# Maurice Allais
Maurice Allais (født 31. maj 1911 i Paris, død 9. oktober 2010 i Saint-Cloud, Frankrig) var en fransk økonom og fysiker. Han modtog Nobelprisen i økonomi i 1988 for sine "bidrag til markedsteori og efficient udnyttelse af ressourcer", og er blandt andet kendt for Allais-paradokset.